# 워비치

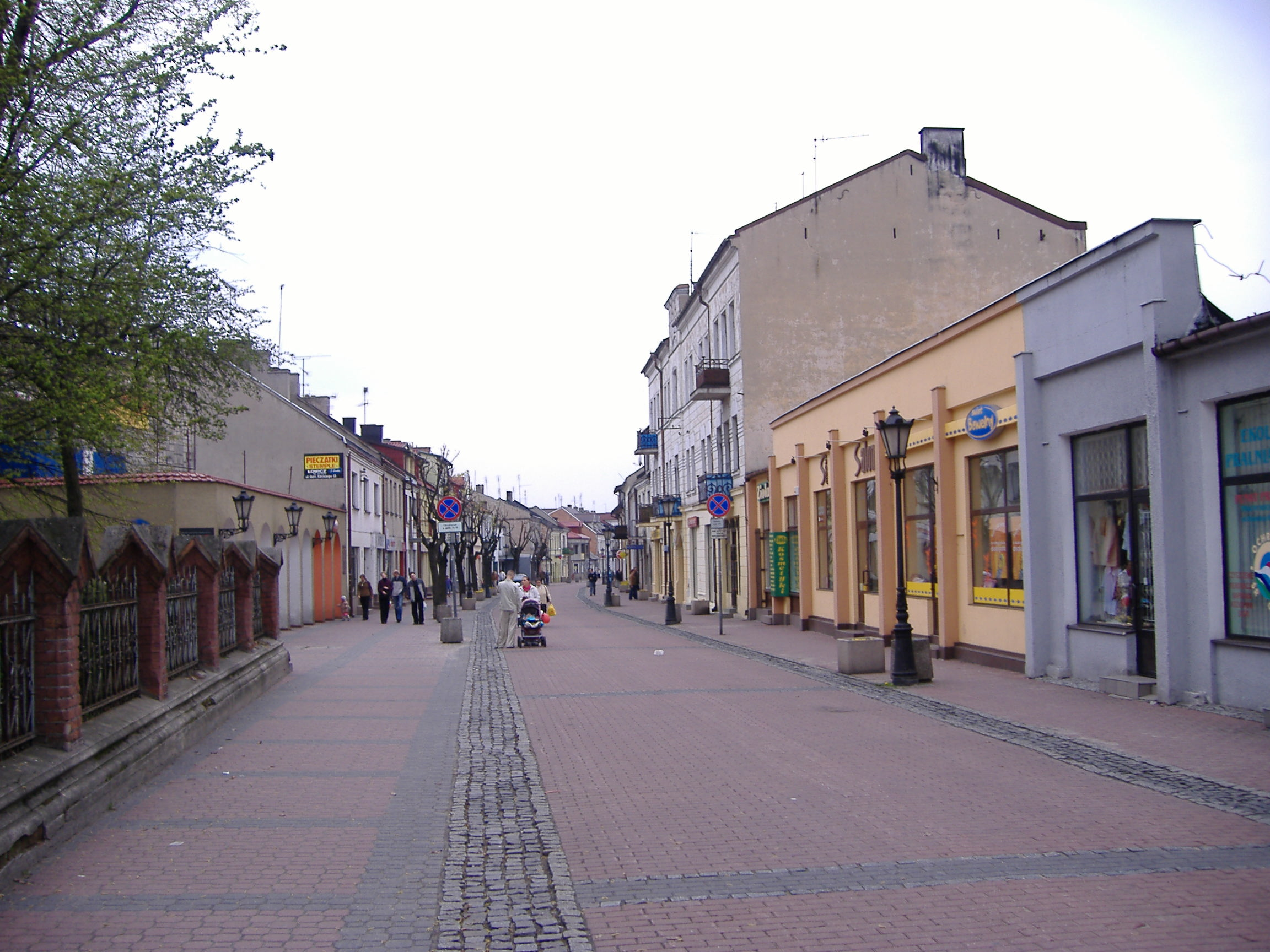

워비치(Łowicz)는 폴란드 우치주에 있는 도시이다.